# Quararibea duckei
Quararibea duckei là một loài thực vật có hoa trong họ Cẩm quỳ. Loài này được Huber miêu tả khoa học đầu tiên năm 1914.